# 森下節
森下 節（もりした せつ、1920年(大正9年)3月5日 - 1984年(昭和59年)8月11日）は、日本の作家。
北海道夕張市紅葉山生まれ。本名・裕（ゆたか）。新聞・雑誌記者をへて作家生活に入る。1962年(昭和37年)から文芸同人誌『藝文』主宰。全国同人雑誌協会副会長。中河与一に師事し、戦時中、中河が左翼作家のリストを情報局に流したというデマを平野謙が流したと指摘した（『ひとりぼっちの戦い』）。

## 著書
- 『ヨ・ポヨマーチ「糞野郎」』彩光社 1954
- 『新名所を訪ねて 東名ハイウェイ クローズアップされた史跡・観光ルート』明文社 ナンバーワン・ブックス 1969
- 『小説エノケン』読売新聞社 1971
- 『同人雑誌入門 日本文学の風土記』仙石出版社 1971
- 『粛清 リシュコフ大将亡命記 長編秘録小説』実業之日本社 1973
- 『民話と伝説の旅30選』旅行読売出版社 たびよみシリーズ 1976
- 『新・同人雑誌入門』皓星社（発売）1980
- 『ひとりぽっちの戦い 中河与一の光と影』金剛出版 1981

## 注
1. ↑  『文藝年鑑』1978年